# Bago (Filipinas)
Bago es una ciudad de la provincia de Negros Occidental. Con 159 933 habitantes en 2007, es la segunda ciudad de la provincia. Está situada unos 21 km al sur de Bacólod, la capital provincial.

## Barangayes
La ciudad está dividida oficialmente en 24 barangayes:
| - Abuanan - Alianza - Atipuluan - Bacong-Montilla - Bagroy - Balingasag - Binubuhan - Busay - Calumangan - Caridad - Don Jorge L. Araneta - Dulao - Ilijan | - Lag-Asan - Ma-ao Barrio - Mailum - Malingin - Nápoles - Pacol - Población - Sagasa - Tabunan - Taloc - Sampinit |

- Datos: Q628297
- Multimedia: Bago, Negros Occidental / Q628297

1. ↑  Worldpostalcodes.org, código postal n.º 6101.